# Claire Roman
Claire Roman (geb. am 25. März 1906 in Mülhausen; gest. am 4. August 1941 bei Salvezines) war eine französische Pilotin und die einzige Frau, die während des Zweiten Weltkriegs in dieser Funktion Mitglied der französischen Luftstreitkräfte war.

## Kindheit, Jugend und Familie
Claire-Henriette-Émilie Chambaud kam in einem bürgerlichen Milieu als Tochter des Fabrikdirektors Jules Chambaud und dessen Ehefrau zur Welt. Im Alter von 16 Jahren machte sie das Baccalauréat (Abitur) und wurde von ihren Eltern zum Erlernen der Englischen Sprache nach England geschickt. Nach ihrer Rückkehr immatrikulierte sie sich an der Sorbonne in Paris, wo sie Philosophie studierte. Zeitgleich nahm sie Malkurse und bereiste mit ihrem Vater Mitteleuropa, Afrika und Asien. In den Jahren 1926 und 1927 schloss sie erfolgreich eine Ausbildung als Krankenschwester ab.
1929 heiratete sie Serge Roman, einen Oberleutnant der Infanterie und Träger des Croix de guerre für seine Leistungen im Ersten Weltkrieg. Die Liebesheirat wurde mit der Zeit zu einer unglücklichen Ehe. Während sich Claire sportlich betätigte und die Gesellschaft von Künstlern suchte, verfiel ihr Mann in Depressionen und nahm sich 1932 das Leben.

## Anfänge des Fliegens
Von diesem Drama gezeichnet gab Claire Roman ihre bürgerliche Existenz auf und ging als Krankenschwester des Roten Kreuzes nach Marokko. Dort begeisterte sie sich für das Fliegen; nach nur 26 absolvierten Flugstunden erwarb sie am 26. November 1932 den Pilotenschein. Nach ersten Flügen über Meknès, Tanger und Fès erhielt sie den Auftrag, eine Caudron-Maschine von Meknès nach Paris zu überführen, was zwei Tage in Anspruch nahm und mehrere Zwischenlandungen (in Tanger, Barcelona, Perpignan und Lyon) zum Auftanken beinhaltete.
Sie beschloss, Meknès zu verlassen, und kehrte nach Paris zurück, wo sie Mitglied der Luftsportgemeinschaft Aéroclub Roland Garros in Orly wurde. Dort lernte sie, weitere Flugzeuge von Caudron, Morane-Saulnier und Potez zu steuern. Im Mai 1934 nahm sie an der Autorallye Paris–Deauville teil; im Juni 1934 schloss sie sich dem Aéroclub Caudron in Guyancourt an und ging im November jenes Jahres nach England, wo sie weitere Flugzeugtypen kennenlernte und den Nachtflug übte.

## Wettbewerbe und Rekorde
Mit einer Morane-Saulnier-Maschine begann Claire Roman im August 1935, den Kunstflug zu erlernen. Am 31. August nahm sie am Hélène-Boucher-Cup teil und wurde hinter Maryse Hilsz Zweite, was sich am 29. August 1936 wiederholte. In der zweiten Oktoberhälfte 1935 beteiligte sie sich mit einer Maillet 20F als einzige Frau an der Tour de France des prototypes. Am 17. März 1936 erwarb sie die Instrumentenfluglizenz.
Währenddessen führte sie ihre Arbeit für das Rote Kreuz fort. Am 28. Oktober 1936 erhielt sie die Lizenz zur Personenbeförderung und damit die Zulassung für professionelle Flugzeugüberführungen. Auch durfte sie fortan selbst Flugschüler unterrichten. 1937 nahm sie, von einer Freundin begleitet, mit einer Salmon Phrygane am Fernflug Paris–Pondichéry (Indien) teil. Nach zahlreichen Zwischenlandungen sowie Unwettern, Sandstürmen, drückender Hitze und administrativen Schikanen erreichten sie das Ziel und kehrten mit dem Flugzeug von dort wieder zurück. Im Herbst und Winter jenes Jahres stellte Claire Roman mehrere Weltrekorde auf bzw. war daran beteiligt:
- 4. November 1937: Höhenrekord für Passagiermaschinen mit 5500 m (als Fluggast)
- 5. November 1937: Höhenrekord für Pilotinnen in Einsitzern mit 6241 m
- 10. November 1937: Höhenrekord für Pilotinnen in Mehrsitzern mit 5343 m (mit Alix Lucas-Naudin)
- 29. Dezember 1937: Höhenrekord für Pilotinnen in der Kategorie 2 mit 6782 m
- 30. Dezember 1937: Geschwindigkeitsrekord über 2000 km mit einer Durchschnittsgeschwindigkeit von 245 km/h

Aufgrund der angespannten internationalen Lage konnte sie im Jahr 1938 nur 40 Stunden im Motorflug durchführen. Um auf die für den Erhalt ihrer Lizenz erforderliche Stundenzahl zu kommen, nutzte sie den Segelflug und erwarb die entsprechenden Lizenzen A, B und C.

## Zweiter Weltkrieg
Mit den Pilotinnen Maryse Bastié, Maryse Hilsz et Paulette Bray-Bouquet wurde Claire Roman zu Beginn des Zweiten Weltkriegs 1939 dienstverpflichtet, um Flugzeuge an die Front zu bringen. Am 27. Mai 1940 wurde ein Frauencorps für Hilfspilotinnen ins Leben gerufen, woraufhin sie die Überführungsflüge fortsetzte. Zum Leutnant ernannt hatte sie die Aufgabe, Transport- und Schulungsflugzeuge vor den Bomben der Luftwaffe in Sicherheit zu bringen. Dabei wurde sie am 18. Juni auf dem Flugplatz Rennes von deutschen Soldaten gefangen genommen, denen sie mit dem Fahrrad nach Saint-Nazaire entkommen konnte. Dort ließ sie sich ein Militärflugzeug US-amerikanischer Bauart aushändigen, dessen Bedienung ihr nicht geläufig war, und floh damit zum Flugplatz Landes de Bussac. Für diese Aktion wurde sie mit dem Croix de guerre ausgezeichnet.
Bis Ende August 1940, als nach der Niederlage Frankreichs das Frauencorps aufgelöst wurde, führte sie als Mitglied der Armée de l’air in Bordeaux weitere Flüge durch. Danach nahm sie ihre Tätigkeit als Krankenschwester wieder auf. Nachdem sie erfahren hatte, dass sich ihre Mutter krank in der südfranzösischen Stadt Pau befand, ging sie in Vichy an Bord einer zweimotorigen Maschine des Typs Caudron C.444 der Luftpostgesellschaft Air Bleu nach Pau. Bei einem Gewitter zerschellte diese am Pic de l’Estalle bei Salvezines im Département Aude.  Claire Roman, der Pilot, der Funker und die beiden anderen Fluggäste kamen dabei am 4. August 1941 ums Leben.
Anderen Angaben zufolge (französisches Rotes Kreuz im Februar 1942) soll es sich um einen Evakuierungsflug für verwundete Zivilisten gehandelt haben. Nach den Angaben Marie-Madeleine Fourcades, deren Widerstandsnetz der verunglückte Funker angehörte, steuerte Claire Roman selbst das Flugzeug.